# اندیس اشتادان
اشتادان یک اندیس غیرفلزی است که در حوالی شهر کبودان استان اصفهان قرار دارد و مادهٔ معدنی موجود در آن، سیلیس است.  